# Conseil national du travail
Le Conseil national du travail (CNT) est un établissement public belge institué par la loi du 29 mai 1952. Il s'agit d'un organe interprofessionnel national et paritaire.
Il s'agit d'une part d'un organe d'avis, qui adresse des avis des partenaires sociaux tant à l'intention du Gouvernement que du Parlement. Ces avis peuvent être émis d'initiative ou à la suite de saisines officielles.
D'autre part, le Conseil national du travail peut, depuis la loi du 5 décembre 1968 sur les commissions paritaires, conclure des conventions collectives de travail pour l'ensemble de l'économie ou pour un des secteurs d'activités économiques.

## Organisations membres du CNT[4]

### Représentants des travailleurs
- Centrale générale des syndicats libéraux de Belgique (CGSLB)
- Confédération des syndicats chrétiens de Belgique (CSC)
- Fédération générale du Travail de Belgique (FGTB)

### Représentants des employeurs
- Boerenbond
- Fédération des entreprises de Belgique (FEB)
- Fédération wallonne de l'agriculture (FWA)
- Union des classes moyennes (UCM)
- Union des entreprises à profit social (UNISOC)
- Unie van Zelfstandige Ondernemers (UNIZO)

## Sources
1. ↑  « 29 mai 1952. - Loi organique du Conseil national du travail. », sur ejustice.just.fgov.be, 31 mai 1952 (consulté le 14 juillet 2016)
2. ↑  « Conseil national du travail », sur emploi.belgique.be (consulté le 14 juillet 2016)
3. ↑  « Loi sur les conventions collectives de travail et les commissions paritaires », sur ejustice.just.fgov.be, 15 janvier 1968 (consulté le 14 juillet 2016)
4. ↑  « Liens », sur cnt-nar.be (consulté le 14 juillet 2016)